# Норман Рамзей
Норман Фостер Рамзей (англ. Norman Foster Ramsey, Jr.; 27 серпня 1915, Вашингтон — 4 листопада 2011) — американський фізик, лауреат Нобелівської премії з фізики (половина премії в 1989 р. «За винахід методу роздільних коливальних полів і його використання в водневому мазері та інших атомних годинниках». Другу половину премії отримали Ганс Демельт і Вольфганг Пауль).
Бувшчи професором фізики в Гарвардському університеті з 1947 р., Рамзей також займав різні посади як у державних, так і в міжнародних агентствах — таких як НАТО і комісія з атомної енергії США.
Рамзей навчався в Колумбійському університеті (США). Здобув ступінь бакалавра в 1935 р. і ступінь доктора в 1940 р. Він залишався в Колумбійському університеті до 1947 року, після чого переїхав до Гарварду.
У 1985 році отримав премію Румфорда Американської академії мистецтв і наук разом із Мартіном Дойчом, Верноном Г'юзом та Гансом Демельтом.
У 1985 році нагороджений медаллю Комптона
Станом на 2007 р. Рамзей входив у правління радників організації науковців та інженерів США.